# 宝嘉康蒂

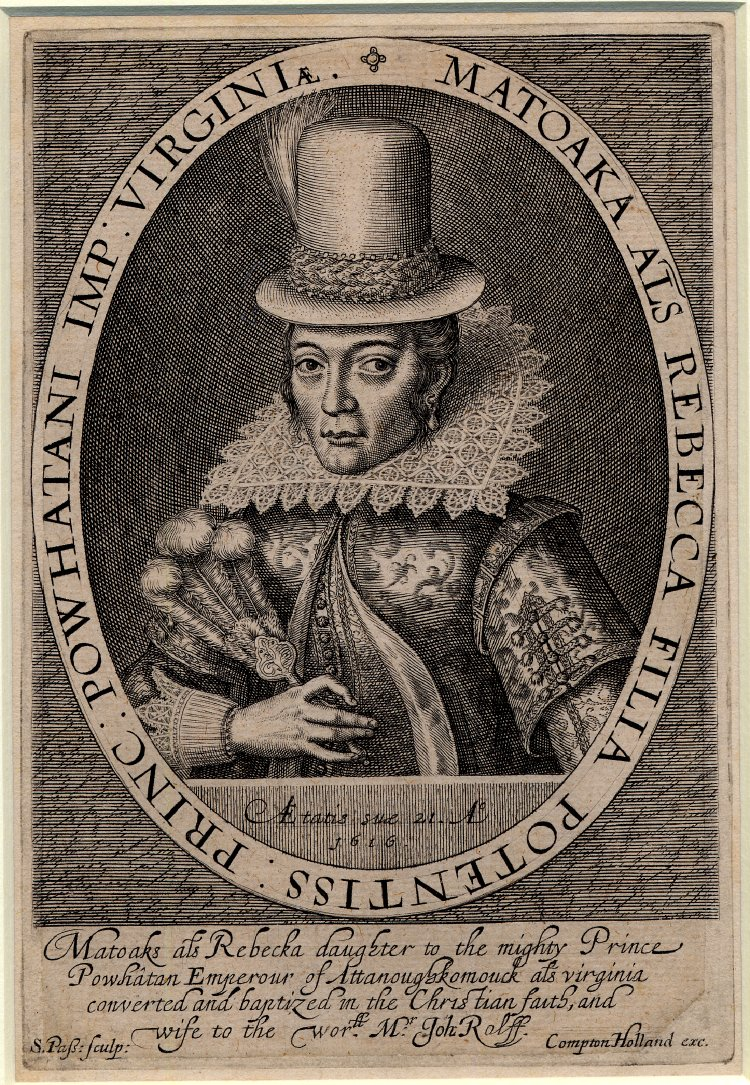
繪於1616年

宝嘉康蒂（Pocahontas；约1595年—1617年3月）又譯波卡洪塔斯，是北美弗吉尼亚低窪海岸地区印第安部落波瓦坦族的酋长波瓦坦的女儿，因其与在詹姆斯敦的早期殖民者之交往而闻名。根据历史上的著名传闻，她救了一个被印第安人俘虏的英国人约翰·史密斯的命。
在1613年的战争行动中，宝嘉康蒂被英国殖民者俘虏并被勒索赎金。在她被俘虏的期间，她信仰了基督教并取了丽贝卡（Rebecca）这个教名。後來雖有机会回到自己的部落，她选择与英国人生活。在1614年，她与烟草种植园主約翰·羅爾夫结婚，并在1615年一月生下一个孩子托马斯·罗尔夫。
1616年，罗尔夫夫妇前往伦敦，宝嘉康蒂則以「开化的野蛮人」的身分進出英国的社交界，而殖民者们期望可以藉此刺激在詹姆斯敦的投资。她于是成为名人，参加各种上流社会的晚会，包括在怀特霍尔宫的假面舞会。1617年罗尔夫夫妇启航返回新大陆，但宝嘉康蒂病死於格雷夫森德，病因不详。她被葬在格雷夫森德的一座教堂，但時至今日，具体地点無法考证。
在美国有许多地名、地标、产品都以宝嘉康蒂命名。她的事迹在几百年裏越来越富于传奇色彩，许多艺术、文学、电影作品按照她为原型进行改编。

## 早年生活
宝嘉康蒂的出生时间不详，但一些历史学家根据约翰·史密斯的叙述断定是在1595年左右。在《弗吉尼亚真实的故事（1608）》一书中，史密斯称在1608年见到宝嘉康蒂时，她是一个“十岁左右的女孩”。而在史密斯1616年写的一封信中，宝嘉康蒂则被描述成“一个十二、三岁左右的女孩”。
宝嘉康蒂是增那寇馬卡部落酋长波瓦坦的女儿，增那寇馬卡是弗吉尼亚低洼海岸地区近30个阿尔冈昆语族部落联盟的统领。她的母亲是波瓦坦的十二位妻子中的一位，具体姓名不详。波瓦坦的每位妻子都在为他生下一个孩子后被送回到原部落，由部落首领供养直到找到新的丈夫。
宝嘉康蒂在童年时就学会了觅食、生火、种田，以及收集用于盖茅草屋用的植物等这些被认为是成年女性应当掌握的家务活，这使她的童年与部落中其她女孩略有不同。长大些后，她很有可能已经开始帮助波瓦坦的其他家庭成员准备大型聚会，承办聚会一直是部落首领的日常责任。

### 名字
在宝嘉康蒂出生的时代，居住在弗吉尼亚的阿尔冈琴语系的人们通常会被取若干名字，这些名字含义不同，且被用在不同的环境中。他们一般会有一个只有少数人知道的密名（secret name）。宝嘉康蒂也不例外，在早年她的密名叫做玛托阿卡（matoaka）。
宝嘉康蒂这个名字是一个童年的外号，可能与她爱嬉戏的童年相关。根据殖民者威廉·斯特雷齐的说法，它的意思是“小淘气”（little wanton）。根据人类学家海伦·C·朗特里（Helen C. Rountree）所说，宝嘉康蒂直到她得到了丽贝卡（Rebecca）这个教名之后才对英国人隐藏她的密名。

## 同英国人的往来

### 约翰·史密斯

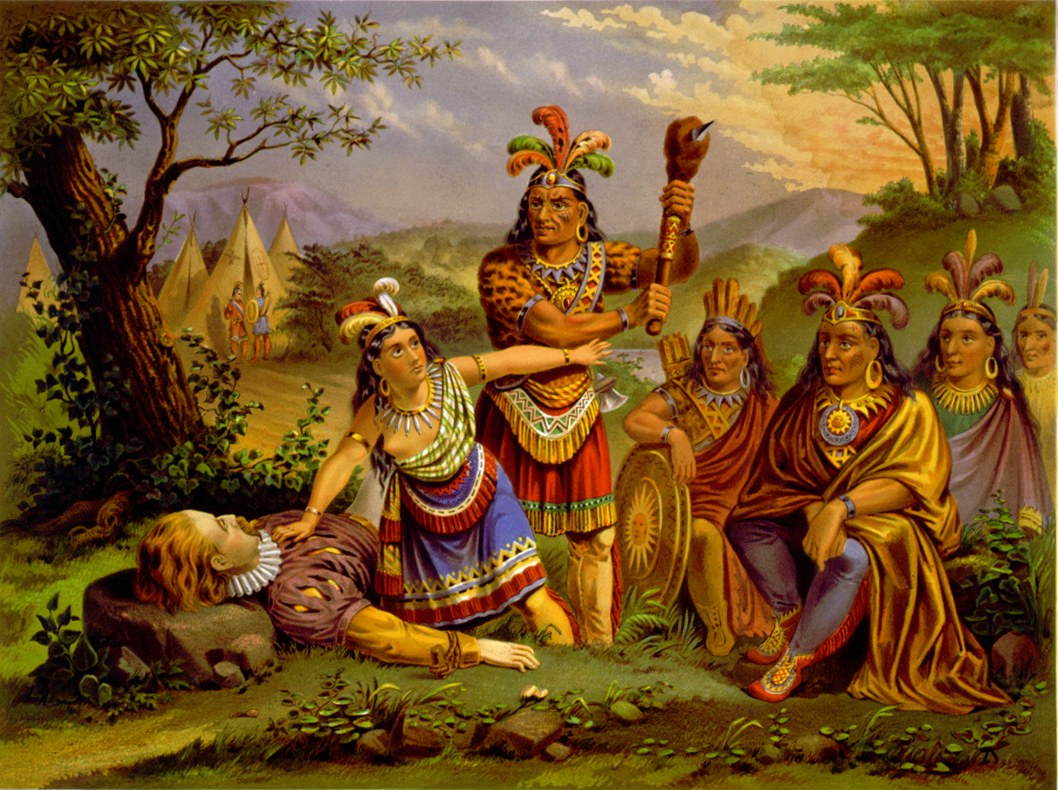
宝嘉康蒂解救约翰·史密斯

宝嘉康蒂只有10岁大时，1607年4月（如果推算她是1595年出生，1607年的她應是12歲。），英国殖民者在上尉约翰·史密斯的带领下，远渡海洋，并在弗吉尼亚州插上了英国国旗，又以英王的名字命名其新的殖民地为詹姆斯镇。同这些英国人，特别是约翰·史密斯的传奇经历，使得宝嘉康蒂成为了西方世界里家喻户晓的人物。
当时，英国人的城堡建立在詹姆斯河的沿岸，此后就经常会遭遇到当地的土著居民，有的很友好，有的怀有敌意。到了12月，约翰·史密斯探险奇克哈默尼河的时候，遭遇了当时正在狩猎的土著部落，被俘后被带到了酋长波瓦坦的總部威洛沃科莫科村。根据史密斯於1608年的描述，在同酋长波瓦坦的一番长谈之后，他还受到了非常丰盛的款待。在这份回忆中，当时的史密斯在此后几个月的时间里并没有遇到宝嘉康蒂。然而在1616年的另一份回忆中，却描述了一个非常传奇的故事，他提到那次被俘十分严重，甚至威胁到了他的生命。当时，他被一群人拖拽着摁倒，头被放置在两块巨大的石头上面。正当周围的人举起木棒敲击他的头时，宝嘉康蒂衝了出来，将他的头抱在手中，冒险用自己的身体保护了史密斯的安全。随后在她的说服下，史密斯重获自由。
尽管之后的这段描述传奇非凡，动人心魄，也成为历来小说家创作的素材，然而它的真实性一直受到质疑。史学家们也是各说纷纭，不一而同。史学家海伦·C·朗特里认为，1608年的那份描述更具可信力，因为当时的款待正反映了土著居民的心境，他们迫切想知道这些另一世界的人来到这里的意图。而1616年的那份描述可能夸张或者虚构了有关宝嘉康蒂的情节。然而也有可能他后来的描述是正确的，因为没有明确的证据表明这段故事是被虚构的。史学家J.A.利勒奥梅认为他没有必要再另外虚构一段关于宝嘉康蒂的故事。而在史密斯的另一份著作《真實旅行》（1630年）中，他讲述了另一个相似的故事，1602年他曾经被一个年轻的姑娘在土耳其人手里救了出来。因此史学家凱倫·歐達爾·庫帕曼（Karen Ordahl Kupperman）认为史密斯在讲述宝嘉康蒂的故事的时候，可能调用了他之前的某些记忆。
可以确信的是宝嘉康蒂对史密斯和英国殖民者非常的友好，她经常去殖民地，同那里的男孩子玩游戏。当殖民地居民忍受饥饿的时候，宝嘉康蒂和她的侍从们便每隔三五天会携带大量的食物给他们。在1609年的一次爆炸事故中，史密斯受伤被紧急送往伦敦治疗。而当宝嘉康蒂再到殖民地的时候，却被告知史密斯已经身亡。而当他们在伦敦相见的时候，宝嘉康蒂已经身为人妇。

### 被俘擄
然而，随着殖民地势力范围的扩大，他们和土著居民的冲突加剧。在1609年夏末终于爆发了第一次英波战争。战争持续一年以后，英国人控制了詹姆士河及其河口和沿岸的土地。此时他们迫切想要同北方的波瓦坦部落取得联系。在叛徒帕塔沃梅克斯（Patawomecks）的帮助之下，雅戈尔上尉得到情报，宝嘉康蒂将会在艾俄帕薩斯（Iopassus）的保护之下访问布塔乌美克村。雅戈尔上尉说服艾俄帕薩斯将宝嘉康蒂骗到殖民者的船上，并将她囚禁，以此作为条件向波瓦坦索取赎金、被俘虏的英国人以及缴获的武器装备。波瓦坦同意释放英国俘虏，但是拒绝归还被缴获的武器装备。在宝嘉康蒂被俘阶段，英波之间出现了长时间的僵持局面。
在之后一年多的时间里，宝嘉康蒂一直被关押在今天的切斯特菲尔德村，尽管殖民者拉尔夫·哈抹曾提到她受到了特殊的礼遇，但是没有人知道她当时的真实处境。在此期间，牧师亚历山大·惠特克向宝嘉康蒂讲授基督教义并帮她提高英语能力。之后宝嘉康蒂接受洗礼成为基督教徒，并取了新的基督名字「丽贝卡」。也有观点认为这一切都是英国殖民者策划，只是为了使波瓦坦投鼠忌器，从而使殖民地得以扩大。1616年3月，僵持局面再次被暴力冲突打破，在一次遭遇中，宝嘉康蒂指责她的父亲，并表示更愿意和英国人生活在一起。

### 与約翰·羅爾夫結婚

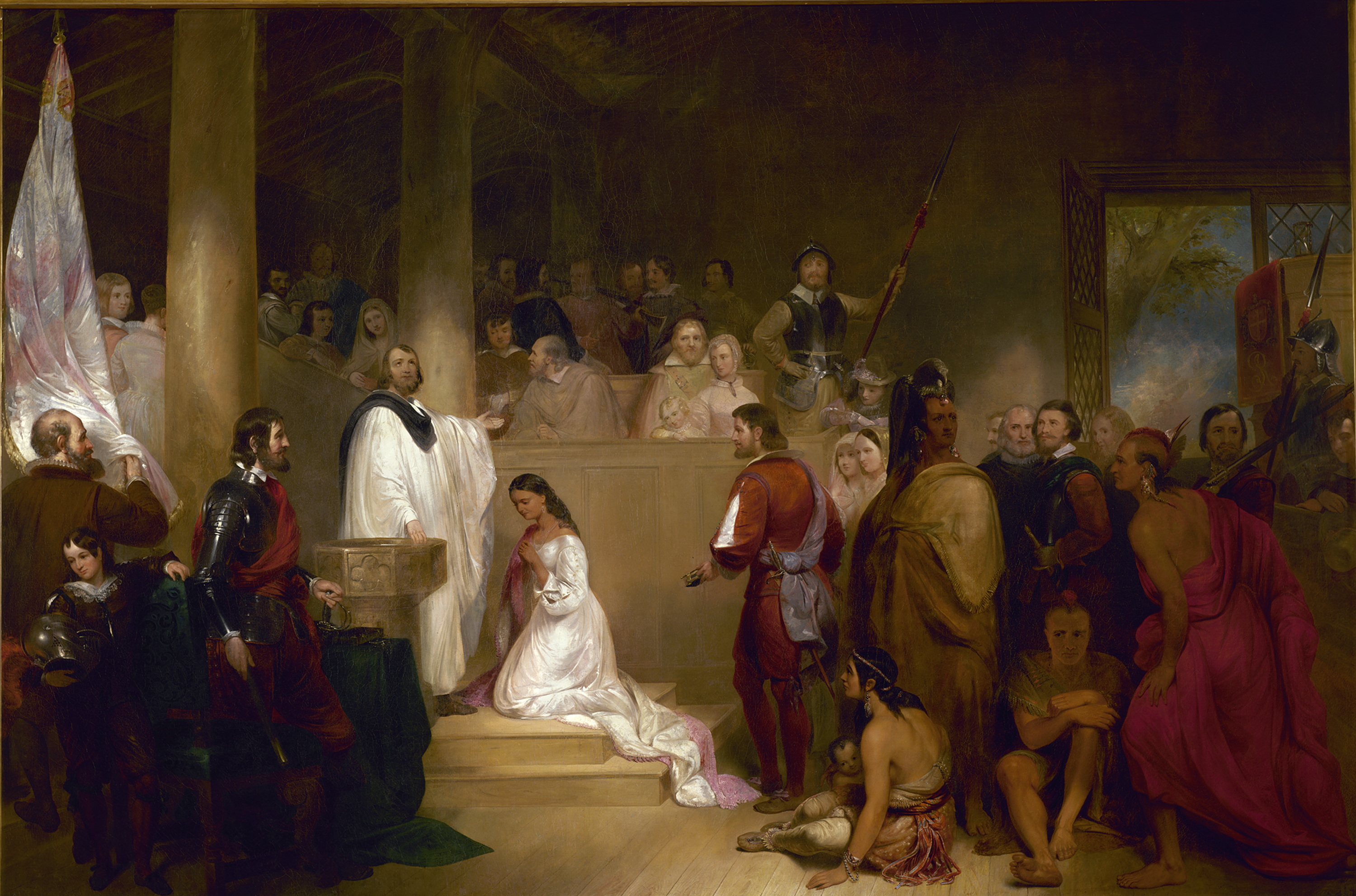
宝嘉康蒂受洗

1609年，殖民地詹姆斯镇的总督史密斯意外受伤被迫回英国修养。之后的一段时间里，殖民地同波瓦坦部族的关系不断恶化。随着冬天来临，许多殖民地定居者死于饥馑和疾病。在殖民者将要放弃詹姆斯镇的时候，德拉瓦（Delaware）带着新的给养来到这里，并重建了城镇。此时，約翰·羅爾夫也来到了詹姆斯镇，并且，在两年后，第一次在那里成功引进种植了烟草，为当地居民找到了营生，并对弗吉尼亚产生了深远的影响。
1613年春，英国上尉山姆·阿加爾（Samuel Argall）将宝嘉康蒂扣为人质，希望以她为筹码与她的父亲——波瓦坦部族的酋长进行谈判，最终获得殖民地的永久和平。宝嘉康蒂被带回詹姆斯镇并由弗吉尼亚的元帅湯姆斯·蓋茲（Thomas Gates）爵士监管。在此期间，宝嘉康蒂受到了爵士客人般的对待，并学习英国礼仪。在那里，宝嘉康蒂逐渐接受了基督教并受洗，接受教名麗貝卡。波瓦坦最终答应了英国人的条件，宝嘉康蒂得到释放。但是当时宝嘉康蒂已经怀孕（父不详），并于1614年4月5日被迫與年长她10岁的約翰·羅爾夫结为夫妇。婚姻得到了部族与弗吉尼亚双方的祝福。

### 赴英國旅行
他们的婚姻带来了殖民地与部族之间的和平。1615年，宝嘉康蒂的第一个孩子湯姆斯出生。1616年，弗吉尼亚公司为吸引更多的来自英国的投资，邀请宝嘉康蒂去英国。因此，羅爾夫夫妇来到英国并于6月12日抵达普利茅斯。同行的人还有從小照顧她的姐姐瑪塔查娜（Mattachanna）、擔任部落薩滿的姐夫托莫科莫（Tomocomo）及几个印第安女孩。其中，托莫科莫曾试图在旅行途中每见到一个英国人，就在木棍上做一个标记，以此来估算殖民地及英國本土的白人人口總數。据说托莫科莫甚至在起航前就放弃了这个念头，因为仅仅在出发的殖民地港口，他就见到了多到无法计数的白人殖民者。
约翰·史密斯那时正生活在伦敦，并且宝嘉康蒂到达伦敦不久就得知了这条消息。史密斯虽没有见到宝嘉康蒂，但是他写信给詹姆士国王的王后安妮，宝嘉康蒂应该在伦敦收到皇室贵宾般的待遇，以防止宝嘉康蒂对英国人和基督教的好感因自己受到的恶劣待遇而转变为厌恶及轻蔑，进而确保英国可以利用宝嘉康蒂在北美建立王国。
宝嘉康蒂很喜欢她在英国参加的社交聚会。1617年1月5日，宝嘉康蒂和托莫科莫在老国宴厅参加一个假面舞会，期间他们见到了国王。据史密斯回忆，詹姆士国王是如此的不吸引人的目光以至于直到会后宝嘉康蒂和托莫科莫被告知时他们才知道自己刚刚与国王同处一室。
尽管宝嘉康蒂在他们部族的文化中不被当做公主看待，弗吉尼亚公司依然将她以公主的身份介绍给英国公众。该公司1616年的一份有关宝嘉康蒂的雕刻品上，有题词这样提起宝嘉康蒂：“玛托阿卡，别名麗貝卡，弗吉尼亚最具权威的波瓦坦帝国首领之女”（MATOAKA ALS REBECCA FILIA POTENTISS : PRINC : POWHATANI IMP:VIRGINIÆ）。此时的英国人意识到波瓦坦是位于弗吉尼亚的帝国的统治者，而他们赋予了他们的公主他们认为合适的地位。在史密斯给安妮王后的信中引用到：“波瓦坦，部族的领袖之王”。塞缪尔·珀切斯回忆在伦敦会见宝嘉康蒂的情形时提到，她给见到她的人都留下了深刻的印象，因为她无时无刻不把自己认为是国王之女。当再次与宝嘉康蒂见面时，史密斯明确的把她成为“国王之女”。
在伦敦，宝嘉康蒂受到了相当程度的礼遇。然而，并不是所有的英国人都对她印象深刻。海倫·C·朗崔里（Helen C. Rountree）提到，没有同时代的证据表明宝嘉康蒂被当做皇室成员或者其他类似身份被看待。实际上，当时的英国人把她当做新奇的事物看待。另据观察者报道，当时的人们只不过把她当做一个普通的弗吉尼亚妇女。

## 死亡

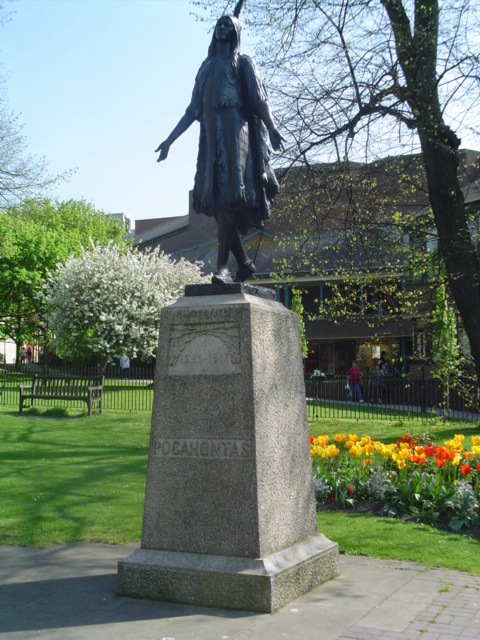
圣乔治教堂的雕像

1617年3月，罗尔夫与宝嘉康蒂准备离开英国回到自己的家乡弗吉尼亚，但是在启程前一段时间，染上疾病。当船航行到泰晤士河畔的格雷夫森德时，宝嘉康蒂病重。她被带上岸并死在罗尔夫的怀中，年仅22岁。她的确切死亡原因不明，有猜测认为是天花，肺炎或是肺结核。根据罗尔夫的描述，她临终时说：“人人终有一死，但其后代得以延续，这就足够了。”（all must die, but tis enough that her child liveth）
她的葬礼于1617年3月21日在格雷夫森德的圣乔治教区举行。她的坟墓位置被认为是在教堂圣坛之下，但教堂在1727年毁于一场大火，所以她的确切埋葬地点不明。她留给人们的记忆是一尊由威廉·奥德韦·帕特利奇所塑的一座真人大小的铜像。
她的独子湯姆斯·罗尔夫留在英国接受教育，被约翰·罗尔夫的哥哥抚养长大，并在后来返回弗吉尼亚。

## 相关影视作品
宝嘉康蒂的故事在其死后几个世纪成为许多浪漫传说的根源，后人将其改编成为一系列相关影视作品，包括迪士尼电影《風中奇緣》（英文片名即为 Pocahontas）、《風中奇緣2：倫敦之旅》和2005年的电影《新世界》。
没人真正抱怨迪士尼用亲情、友情和愛情来冲淡白人與原住民於殖民美洲期間血跡斑斑的歷史。可尽管众所周知迪士尼总在这类故事中加以杜撰，当他改写历史时，还是引起批评家的愤怒。如果这部电影不面向孩子（他们对真实的故事知之甚少），它可能就会被定义为没有害处的历史小说而不被谈论。但它描述的是真实历史人物，批评家们控诉《风中奇缘》很容易误导孩子们，使他们接触到的信息与应当了解的历史事实不一致。
电影《风中奇缘》中关于宝嘉康蒂与历史不符的部分：
| 《风中奇缘》中的宝嘉康蒂                                                                  | 真实的宝嘉康蒂 |
| ----------------------------------------------------------------------------------------- | --- |
| 宝嘉康蒂与约翰·史密斯相遇时都是年轻的成年人。                                             | 宝嘉康蒂在遇见约翰·史密斯时是一个11岁的小女孩，而当时约翰·史密斯已经28岁。 |
| 宝嘉康蒂拥有令人羡慕的身材，身穿带有一边肩带的皮革超短裙，她还有纹身。                    | 宝嘉康蒂在詹姆斯敦遇见约翰·史密斯时还是一个裸体的小孩子，在冬天时为了保暖她可能会穿有羽毛的斗篷。当长到十二岁时，她开始穿有或没有肩带的皮革裙，裙子上一般带有动物的图案。关于她有纹身的事情可能是真的。 |
| 约翰·史密斯是一个高大、干净整洁的年轻人，他身穿紧身的裤子和护甲。                         | 约翰·史密斯身材矮小，满脸胡须，穿一身和大多数人一样宽松的裤子。 |
| 殖民地开拓者乘“苏珊·康斯坦”号而来。                                                       | 殖民地开拓者一共乘三艘船而来：“苏珊·康斯坦”号、“柯士比得”号和“发现”号。 |
| 拉特克里夫（Ratcliffe）是移民队的长官，他负责掌管整个航行。                               | 移民隊在开始的前几年并没有长官，但它有议会主席。在1607年的航行中，船长纽波特（Newport）是海军上将以及舰队的指挥官。在他们登陆之后，他们打开了一个关于谁在议会里的秘密文件（史密斯，拉特克里夫，威格费尔德，纽波特，葛思诺，马丁和肯德尔在名单上），议会选举威格费尔德为第一届主席。拉特克里夫在1607年的9月被选举为主席，而约翰·史密斯则在1608年被选举为弗吉尼亚州詹姆斯敦的议会主席。在1609年，珀西在约翰·史密斯离开后成为主席。托马斯·韦斯特（Thomas West (Baron De La Warre)）在1609年被任命为第一节地方长官，但他直到1610年才到任。 |
| 移民队一到约翰·史密斯便开始了初步勘探的活动。                                             | 约翰·史密斯在航行过程中一直被镣铐禁锢起来着，直到移民队登陆一个月之后才将他放出来。在那之后，他做了很多探险和交易，同时还将大多数的地区画进了地图。 |
| 约翰·史密斯在夜间独自冒险时被抓，并且遇见了宝嘉康蒂。                                     | 约翰·史密斯在十二月的一次冒险中被抓，他和他的印第安导游和其他两个英国人走散了。 |
| 当着前来解救他的殖民者军队的面，约翰·史密斯将在破晓前的绝壁上被执行處決。                 | 事实上约翰·史密斯是要在波瓦坦（Powhatan）的长屋（长形议事厅）里被處決，当着波瓦坦的战士和谋士的面，殖民者当时并不知道他到底在哪里。 |
| 约翰·史密斯与宝嘉康蒂在原野中相遇并相爱，像罗密欧与朱丽叶一样。                           | 约翰·史密斯在宝嘉康蒂把他从处决中救出的时候才认识对方。波瓦坦將他收养为养子“南塔闊德”（Nantaquoud），从这以后两人才成为好朋友。 |
| 宝嘉康蒂与高刚（Kocoum）已经订婚了，但她最终选择了约翰·史密斯。                           | 在约翰·史密斯离开回到英国之后，宝嘉康蒂才与高刚订婚，但她最终在被俘时，被迫与约翰·罗尔夫（John Rolfe）成婚。 |
| 宝嘉康蒂有动物朋友，珀西是拉特克里夫的狗，托马斯是约翰·史密斯好朋友，是一个年轻的移民者。 | 乔治·珀西（George Percy） 是一名追随约翰·史密斯作为议会主席的杰出移民者，他撰写了两本关于自己经历的书籍。托马斯·萨维奇，在1608年到达后和波瓦坦生活了一个月。 |

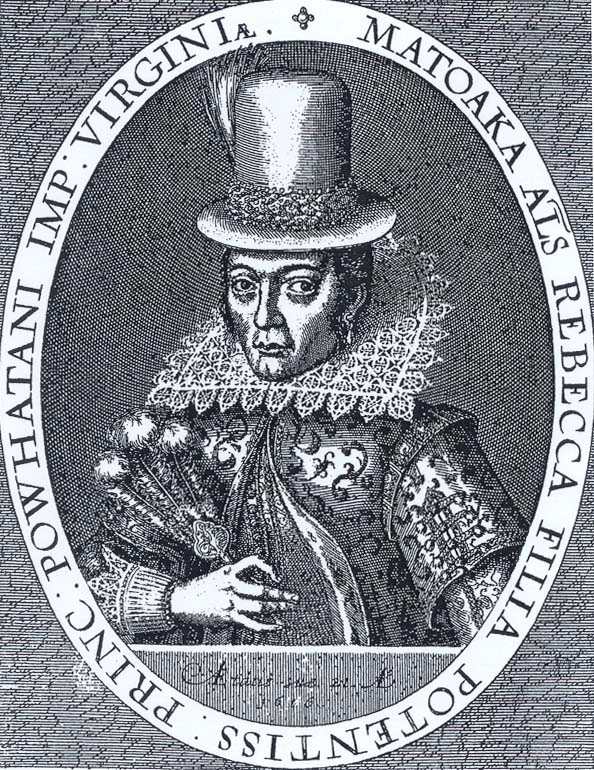
1616年由Simon van de Passe所製作的寶嘉康蒂版畫，是唯一一幅寶嘉康蒂在世時製作的肖像。
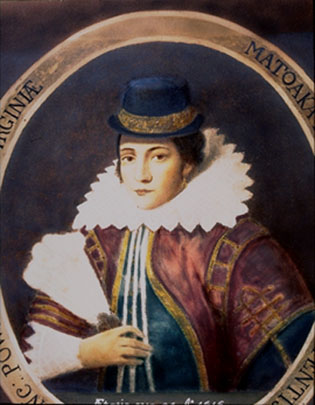
一幅作者未知的18世紀肖像畫，根據1616年的版畫所繪製，形象已經「歐洲化」。寶嘉康蒂的神話開始編造。
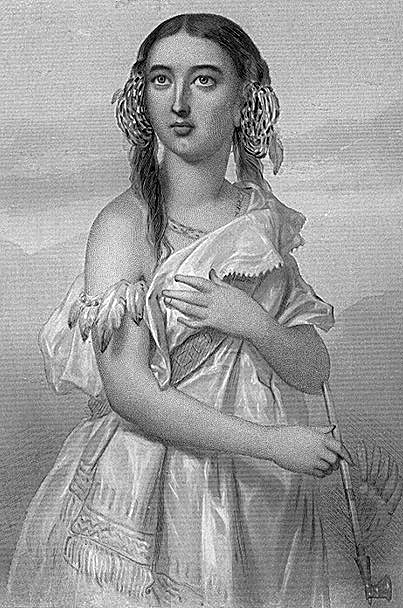
19世紀的幻想之作，寶嘉康蒂的神話編造完成。

## 軼聞
美國男星艾德華·諾頓在美國公共電視台的族譜歷史節目「追本溯源」(Finding Your Roots)中，證實自己是寶嘉康蒂的後人。但他一直認為只是家族傳聞，如今證實傳聞無誤。